# Pristimantis actites
Pristimantis actites es una especie de anfibio anuro de la familia Craugastoridae.
Es endémica del centro de Ecuador, en la provincia de Cotopaxi, en altitudes entre 760 y 2486 m. Su hábitat natural son los bosques secos subtropicales o tropicales, bosques húmedos tropicales o subtropicales de montaña, jardines rurales y zonas previamente boscosas ahora muy degradadas. Está amenazada por la pérdida de hábitat.